# Karol Hanusz

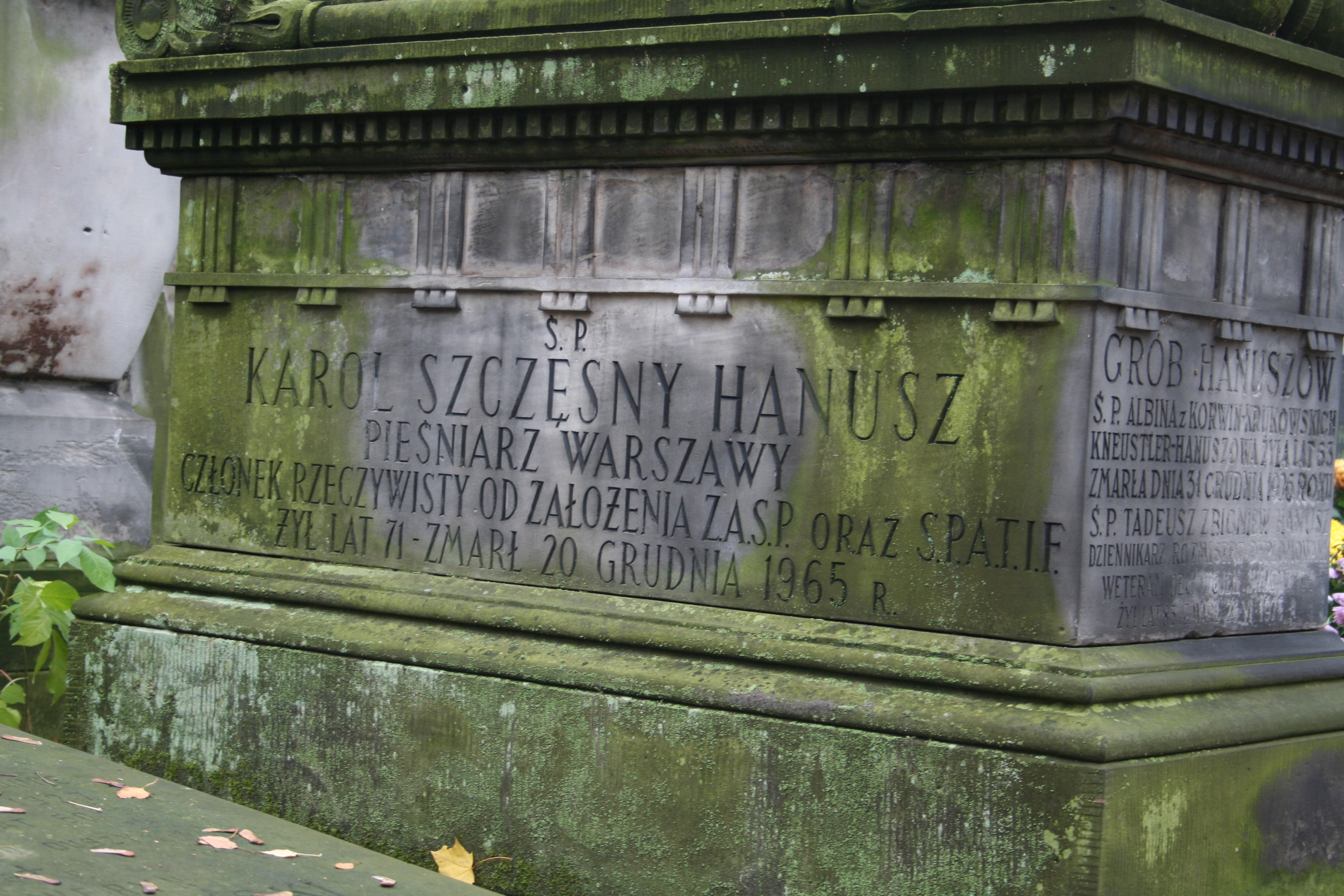
Grób Karola Hanusza na warszawskim cmentarzu Powązkowskim

Karol Szczęsny Hanusz (ur. 30 maja 1894 w Warszawie, zm. 20 grudnia 1965 w Warszawie) – polski aktor teatralny, estradowy kabaretowy i filmowy, śpiewak (baryton). Jeden z pierwszych polskich gwiazdorów kabaretowych.

## Życiorys
Był synem Jana i Albiny z Korwin–Krukowskich. Urodził się w Warszawie, lecz dorastał w Krakowie. Po ukończeniu gimnazjum klasycznego w latach 1909–1911 uczył się w szkole dramatycznej w Krakowie, jednocześnie pobierał lekcje śpiewu.
Od ok. 1910 dokonywał nagrań płytowych. Nagrywał płyty dla wielu wytwórni, używając różnych pseudonimów: dla Syreny Rekord: J. Czarnecki, W. Lepecki, J. Satalecki, I. Trembecki, S. Wasilewski, Władysław Kochański; dla „Płyty Polskiej” J. Czarnecki, J. Kelter, Andrzej Kulesza, St. Ostrowski. Pod pseudonimem Paweł Weiss nagrywał również dla „Pathe”, „Stelli Concert Record”, „Efte Płyty”, „Płyty Polskiej”, „Beki”, „Scali Record” i „Grand Gali Record”.
W 1911 zaliczył debiut sceniczny występem w Teatrze Polskim w Sosnowcu. Początkowo grał na prowincji. Występował m.in. w Teatrze Zagłębia Dąbrowskiego, Częstochowie i Łodzi (1915, teatrzyk Bi-Ba-Bo). Dopiero w 1916, po przeniesieniu się do Warszawy, stał się aktorem kabaretowym i rewiowym. Występował w niemal wszystkich teatrach rewiowych w Warszawie, takich jak „Miraż”, „Chochoł”, „Sfinks”, „Czarny Kot”, „Qui Pro Quo”, „Perskie Oko”, „Morskie Oko”, „Cyrulik Warszawski”, „Ateneum”. Współpracował z Państwowym Przedsiębiorstwem Imprez Estradowych.
W latach 1922–1928 zagrał epizodyczne role w czterech niemych filmach; ostatnią produkcją z jego udziałem był Huragan (1928).
Od 1937 występował również we Francji. Zaliczano go do grona najwybitniejszych artystów kabaretowych. Był też jednym z pierwszych polskich gwiazdorów kabaretowych. W czasie II wojny światowej występował w jawnych teatrach rewiowych i śpiewał w kawiarniach.
Po wojnie wrócił do występów estradowych. Pojawiał się na scenach wielu teatrów. Śpiewał piosenki, wygłaszał monologi i parodiował. W jego repertuarze znajdowały się m.in. utwory, takie jak: Fiołki (J. Tuwim, J. Padilla), Dymek z papierosa (R. Goublier, L. Konarski), Śnieg (Arezzo, Z. Bajkowska), Szumiały mi echa kawiarni (J. Boczkowski), Zuzanna, Czarna Mańka (wykonana po raz pierwszy właśnie przez Hanusza). Był popularnym odtwórcą piosenek warszawskich, tekstów Juliana Tuwima, ballad i parodii.
W 1964 obchodził jubileusz 55–lecia pracy artystycznej.
Był członkiem ZASP i SPATiF.

### Życie prywatne
W środowisku artystycznym Hanusz nie ukrywał swojej homoseksualności. Przyjaźnił się m.in. z Eugeniuszem Bodo i Hanką Ordonówną.
Zmarł 20 grudnia 1965, został zamordowany. Hanusz odebrał młodego mężczyznę ze stacji w Warszawie, mieli potajemne spotkanie, konieczne ze względu na utrzymujące się potępienie homoseksualizmu w Polsce. Wrócili do jego mieszkania i to właśnie tam chłopak brutalnie zamordował Hanusza. Pochowany w rodzinnym grobie na cmentarzu Powązkowskim w Warszawie (kw. 225-VI-15).

## Filmografia (filmy nieme)
- Huragan, 1928
- Przeznaczenie, 1928
- Od kobiety do kobiety, 1923
- Wszystko się kręci, 1922

## Spektakle teatralne (wybór)
- 1911 – Milionowa spadkobierczyni, „Małe Miniatury”
- 1918 – Pogrzeb Pikusia, „Miraż”
- 1920 – Można zaczynać, „Miraż”
- 1920 – Warszawa i Warszawka, „Miraż”
- 1921 – Wszystko się kręci, „Roccoco”
- 1924 – Król Ćwiek, „Qui Pro Quo”
- 1926 – Cygańska miłość, „Perskie Oko”
- 1926 – Na wesoło, „Perskie Oko”
- 1927 – Nareszcie się bawimy, „Miraż”
- 1928 – Miss Ameryka, „Nowe Perskie Oko”
- 1928 – Tik-tak, czyli 24 godziny z życia kobiety, „Nowe Perskie Oko”
- 1929 – Zabawki dla Warszawki, „Morskie Oko”
- 1935 – Pod włos, „Cyrulik Warszawski”
- 1935 – Mądra mama, „Teatr Ateneum”

## Dyskografia (wybór)
- 1927 – J. Trembecki artysta Teatrów Krakowskich śpiew, Syrena Rekord (SR 3030, 3031)
- 1927 – W. Lepecki znany pieśniarz kabaretowy, Syrena Rekord (SR 3129–3132)
- 1927 – I. Trembecki artysta Teatrów Krakowskich śpiew, Syrena Rekord (SR 3134, 3133)
- 1927 – W. Lepecki piosenkarz kabaretowy, Syrena Rekord (SR 3151–3152)
- 1930 – S. Wasilewski artysta Teatrów Krakowskich śpiew, Olimpia (505–509)
- 1930 – Władysław Kochański artysta Teatrów Krakowskich śpiew, Olimpia (510–541)